# Gušteran tupan
Gušteran tupan (lat. Lobianchia gemellarii) riba je iz porodice Myctophidae. Ovo je mala riba dubokih voda koja naraste do 6,0 cm duljine, živi na dubinama između 25 i 800 m, po danu na većim dubinama, između 300 i 800 m, a po noći ide prema površini gdje se zadržava na dubinama između 25 i 300 m, s mlađim i manjim primjercima pri vrhu, a starijim i većim dublje. Tijelo mu je oblika cigare, s velikom, kratkom tupastom glavom i velikim izbuljenim očima smještenima prema naprijed, te ustima koja dopiru iza očiju. Repna peraja je vrlo račvasta (dubokog V profila), a leđna peraja kratka. Hrani se zooplanktonom, najviše kopepodima,posebno tijekom noći, a sam je hrana brojnim grabežljivcima. Tijelo mu sadrži fotofore, odnosno organe koji proizvode svjetlo.

## Rasprostranjenost
Gušteran tupan živi po svim morima i oceanima svijeta između zemljopisnih širina 60° sjeverno i 55° južno. 

## Vanjske poveznice
|  | Zajednički poslužitelj ima još gradiva o temi Gušteran tupan |
|  | Wikivrste imaju podatke o taksonu Gušteran tupan             |